# José Sulantay
José Manuel Sulantay Silva, född 3 april 1940 i Coquimbo i regionen Coquimbo, död 20 juli 2023 på samma plats, var en chilensk fotbollsspelare och senare tränare för Chile U20. Sulantay kallades för El Negro.